# Wilkowo (województwo dolnośląskie)
Wilkowo – wieś w Polsce położona w województwie dolnośląskim, w powiecie milickim, w gminie Milicz.

## Podział administracyjny
1973–1977 w gminie Sułów (1973–75 w powiecie milickim), a 1977–1995 w gminie Żmigród.
W latach 1975–1998 miejscowość należała administracyjnie do województwa wrocławskiego.

## Historia
Wieś wzmiankowana po raz pierwszy w 1591 roku a jej nazwa pochodzi od właściciela o nazwisku Wilk. 

## Turystyka rowerowa
Przez miejscowość przebiega czerwony szlak rowerowy (tzw. pętla rowerowa wokół Powiatu Trzebnickiego).